# Iofendylate
Iofendylate là một phân tử đã được sử dụng như một tác nhân phóng xạ, điển hình để thực hiện các nghiên cứu về tủy. Nó được bán dưới tên thương mại Pantopaque (ở Bắc Mỹ) và Myodil (phần còn lại của thế giới).
Iofendylate là một iodobenzene (một chất có gốc dầu iod) và do đó, bác sĩ đã loại bỏ nó khỏi bệnh nhân khi kết thúc nghiên cứu về tủy, đây là một phần khó khăn và đau đớn của quy trình. Hơn nữa, vì không thể luôn luôn loại bỏ hoàn toàn (hoặc thậm chí là do một số bác sĩ cố gắng), sự kiên trì của iofendylate trong cơ thể đôi khi có thể dẫn đến viêm màng cứng, một chứng rối loạn suốt đời có thể gây đau đớn và suy nhược. Kết quả là, chất, được sử dụng rộng rãi trong hơn ba thập kỷ, đã trở thành chủ đề của nhiều vụ kiện được đệ trình trên khắp thế giới.
Việc sử dụng Iofendylate đã chấm dứt khi các chất hòa tan trong nước phù hợp với việc tăng cường cột sống (như metrizamide) đã có sẵn vào cuối những năm 1970. Với những chất đó, không còn cần thiết phải loại bỏ chất tương phản vì cuối cùng nó sẽ được hấp thụ vào cơ thể. Ngoài ra, với sự ra đời của MRI, các nghiên cứu về tủy học ngày nay ít được thực hiện hơn.